# Museo diocesano d'arte sacra (San Miniato)
Il Museo diocesano d'arte sacra di San Miniato (Pisa), inaugurato nel 1966, per opera del pittore samminiatese Dilvo Lotti, negli spazi dell'antica sacrestia, attigua alla cattedrale di Santa Maria Assunta e di San Genesio.
L'allestimento del museo è stato riorganizzato nel 2000 con l'obiettivo di valorizzare la storia della città e del suo territorio.

## Percorso espositivo e opere
Il museo conserva opere d'arte e suppellettile liturgica proveniente sia dal duomo, sia da altre chiese del territorio diocesano. Inoltre, sono esposti dipinti del XVII secolo pervenuti dalla donazione (1910) del cardinale Alessandro Sanminiatelli Zabarella alla canonica di Montecastello.

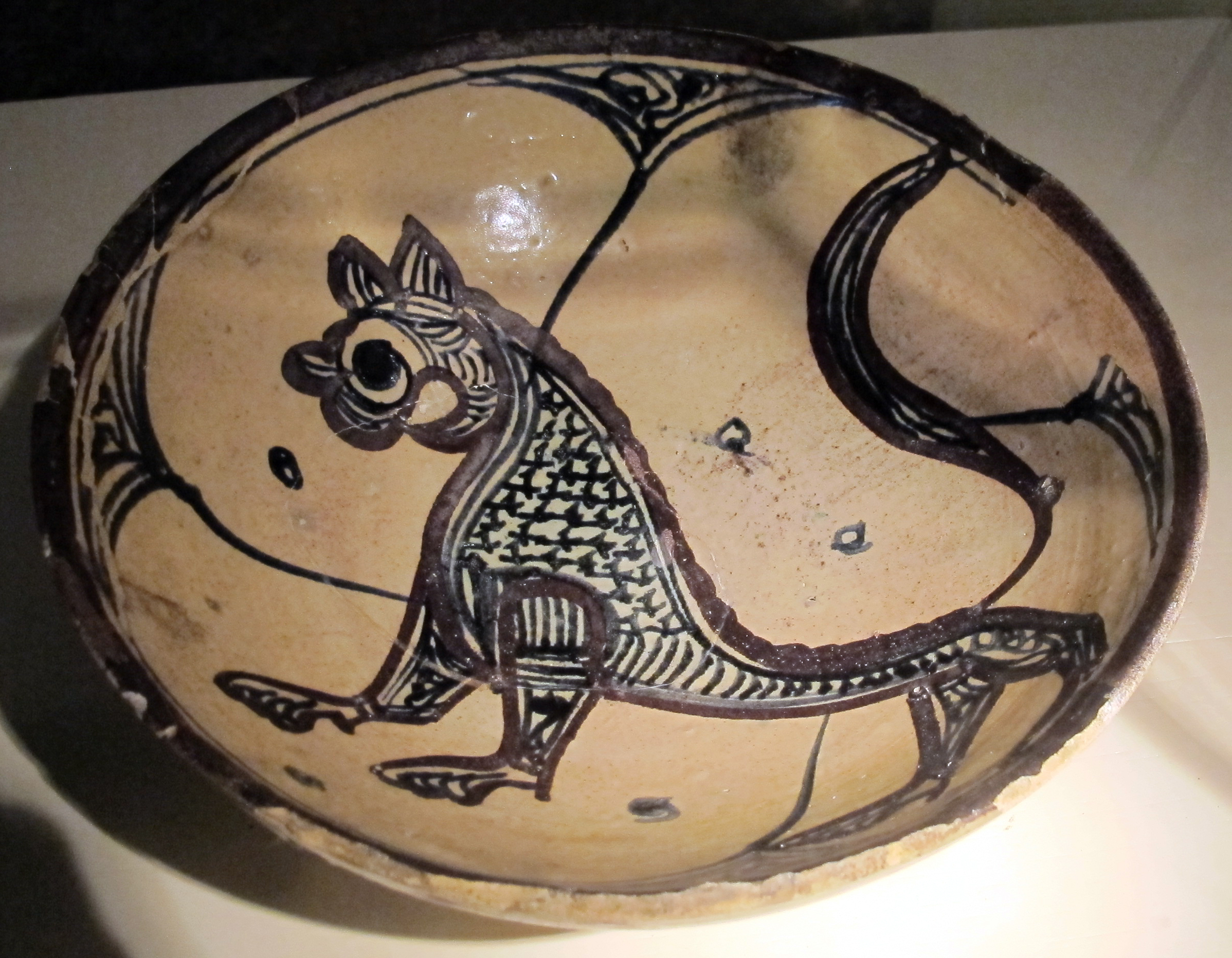
Uno dei bacini ceramici tunisini da Duomo (1165-1220 circa)

Di particolare rilievo storico-artistico:
- 21 bacini decorati con motivi geometrici e zoomorfi (1165-1220 circa), in ceramica, di bottega tunisina, provenienti dalla facciata della cattedrale;
- parti di un ambone (1274) di Giroldo di Jacopo da Como, proveniente dalla cattedrale;
- pannello di polittico con Santa Caterina d'Alessandria (1365-1370 circa), tavola, attribuita a Jacopo di Cione, proveniente dalla chiesa di San Jacopo e Santa Lucia;
- due tavole raffiguranti San Giovanni Battista e Sant'Antonio abate attribuite al Maestro Francesco;
- San Ludovico da Tolosa (XIV secolo), formella quadrilobata, parte di un'opera più complessa, attribuita a Maestro Francesco;
- due croci astili (ultimo quarto del XIV secolo), in rame dorato, sagomate e incise, di bottega lucchese, l'una proveniente dalla chiesa parrocchiale di Moriolo, l'altra dalla chiesa della Nunziatina a San Miniato;
- San Girolamo nello studio (1411) di Cenni di Francesco con una predella raffigurante San Girolamo in penitenza nutrito dall'angelo, realizzata da Jacopo da Firenze suo allievo;
- Madonna col Bambino dipinta negli anni venti del Quattrocento da Scolaio di Giovanni (ex Maestro di Borgo alla Collina), che potrebbe essere l'elemento centrale di un trittico che ancora nel 1697 era descritto sull'altare dell'oratorio di Sant'Andrea annesso alla chiesa di San Regolo a Bucciano.[1]
- Borghese di Pietro, Crocifissione con i santi Ranieri, Antonio Abate, Francesco (?) e un santo vescovo (Nicola di Bari?), 1430 circa.[2]
- San Michele di Lippo d'Andrea, da San Domenico
- Flagellazione e Crocifissione di Jacopo di Michele detto Gera
- Annunciazione e santi di Pier Francesco Fiorentino
- San Michele arcangelo (metà del XV secolo), tavola, con la predella raffigurante la Lotta fra angeli e demoni, del cosiddetto pseudo-Ambrogio di Valdese;
- Redentore terracotta di Andrea del Verrocchio
- Santa Caterina d'Alessandria (metà del XV secolo), tavola, con la predella raffigurante il Martirio della santa, di Rossello di Jacopo Franchi.
- Maestà, frammenti di affresco, del cosiddetto Maestro degli Ordini (alias Jacopo di Mino del Pellicciaio), proveniente dal convento di San Francesco;
- Gesù Cristo redentore (1465 circa), busto in terracotta con tracce di policroma, attribuito ad Agnolo di Polo, proveniente dalla chiesa di Santo Stefano;
- Madonna in trono col Bambino e santi (1452), tavola, di Neri di Bicci, proveniente dalla chiesa di San Giorgio a Canneto Valdelsa;
- Madonna che offre la cintola a san Tommaso tra i santi Giovanni Battista e Bartolomeo (1470 circa), tavola, di Neri di Bicci, proveniente dalla pieve di San Giovanni a Corazzano;
- Incoronazione della Vergine del Maestro di San Miniato
- Annunciazione dell'Empoli
- Vergine col Bambino e i santi Jacopo, Giorgio, Michele e Francersco già assegnata ad un pittore anonimo toscano del primo Seicento. Il dipinto, attribuibile a Lorenzo Vaiani detto lo Sciorina e forse databile intorno al 1590, proviene dalla Chiesa dei Santi Giorgio e Jacopo a Montecalvoli[3].
- Presentazione al tempio, attribuita a Giovanni Brina[4].
- Redentore e Madonna di Giovanni da San Giovanni
- Storie della Passione (fine del XVI secolo), di anonimo pittore nordico, forse il fiammingo Abraham Bloemaert;
- Circoncisione di Gesù di Baccio della Porta
- Cristo deposto, Madonna col Bambino e san Giovannino, Estasi di san Francesco, Sacrificio di Isacco del Cigoli
- Visitazione di Matteo Rosselli
- Andata al Calvario di un pittore tosco-fiammingo del Seicento
- San Francesco morente confortato da un angelo (XVII secolo), di Giovanni Bilivert;
- Sacrificio di Isacco e Agar nel deserto (XVII secolo), attribuiti a Lorenzo Lippi.
- Ecce homo (inizio del XVII secolo), attribuito a Domenico Cresti, detto il Passignano.
- Madonna col Bambino (fine del XIV secolo), attribuito a Lorenzo Monaco, proveniente dalla chiesa di San Martino ad Agliati

Tra le opere della collezione Sanminiatelli si segnala: 
- Educazione di Maria Vergine (XVIII secolo), bozzetto, di Giovan Battista Tiepolo, per la chiesa della Fava a Venezia.